# هونزوویتسه
هونزوویتسه (به چکی: Honezovice) یک منطقهٔ مسکونی در جمهوری چک است که در Plzeň-South District واقع شده‌است. هونزوویتسه ۱۸٫۰۱ کیلومتر مربع مساحت و ۲۳۱ نفر جمعیت دارد و ۳۹۰ متر بالاتر از سطح دریا واقع شده‌است.